# José López Portillo, Baja California
José López Portillo är en ort i Mexiko.   Den ligger i kommunen Mexicali och delstaten Baja California, i den nordvästra delen av landet, 2 100 km nordväst om huvudstaden Mexico City. José López Portillo ligger 11 meter över havet och antalet invånare är 184.
Terrängen runt José López Portillo är mycket platt. Runt José López Portillo är det ganska tätbefolkat, med 58 invånare per kvadratkilometer. Närmaste större samhälle är Guadalupe Victoria, 6,9 km norr om José López Portillo. Trakten runt José López Portillo består till största delen av jordbruksmark.